# Rari Nantes Patavium 1905

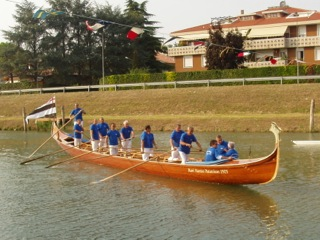
Gondola "diesona"

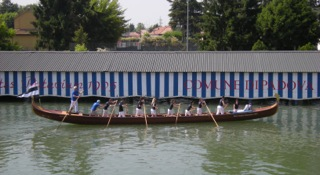
Gondola "diesona" e cavana

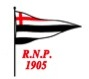
Colori sociali

La Rari Nantes Patavium 1905 è una società sportiva di Padova fondata da Siro Braghetta, Mario Bortolozzo e Giulio Gianni nel 1905.

## Storia

### La fondazione e gli anni d'oro
Generazioni e generazioni di padovani hanno imparato a nuotare sul fiume e in particolare su quel tratto di Bacchiglione che, entrando in Padova dal Bassanello, lambisce le mura cinquecentesche dal bastione Alicorno alla Saracinesca. È lì, sulla marezzana della riva destra che il Comune, dopo discussioni durate per tutta la seconda metà dell'Ottocento, decide di costruire, nel 1906, lo stabilimento fisso di nuoto, dandolo in gestione alla appena nata Rari Nantes Patavium. La sera del 17 luglio 1905, nella sala della Gran Guardia, viene approvato lo Statuto della Società italiana di Nuoto e Canottaggio Rari Nantes Patavium: “la società ha per iscopo di dare incremento all'arte natatoria e del canottaggio in Padova e di promuovere lo studio di tutti i metodi di salvataggio”.
Numerosi sono stati i successi degli atleti della Rari Nantes Patavium. Sante Giacometti, terzo nella traversata di Parigi il 25 luglio 1909; Giorgio Ruzzante, campione italiano a rana nel 1932; Leone Alessi, campione italiano di nuoto a rana allievi 1942; Mario Farolfi, campione italiano 50 metri stile libero e 50 metri delfino; Franco Chino, che nel 1968 partecipa alle Olimpiadi di Città del Messico; infine Novella Calligaris, che conquista un grande numero di successi in otto specialità diverse attraverso una lunga carriera culminata con la medaglia d'argento olimpica a Monaco di Baviera 1972 sui 400 stile libero e il record mondiale degli 800 stile libero a Belgrado 1973.

### Il fallimento, la rinascita e la società attuale
Nel 1977 il Comune taglia il cordone ombelicale che legava la Rari Nantes all'impianto della Paltana affidandone la gestione all'Unione Nuoto Padova di Dino Musner, che della Rari Nantes era stato atleta, capitano e allenatore. Da allora la società si è dedicata alla valorizzazione del canottaggio e della canoa canadese ottenendo ottimi risultati, in particolare ritornando alla tradizionale “voga alla veneta”.
Dal 2013 La Rari Nantes Patavium ospita un gruppo di giovani, già campioni di canoa canadese, che praticano a livello agonistico la disciplina del SUP (Stand-up Paddling).